# Долар Кірибаті
Долар Кірибаті (англ. Kiribati dollar) — грошова одиниця Республіки Кірибаті. Долар Кірибаті рівний австралійському долару, який є законним платіжним засобом у Кірибаті.

## Історія
До 1966 року у грошовому обігу колонії Острови Гілберта і Елліс переважно використовувався австралійський фунт. У 1966 році грошовою одиницею колонії став австралійський долар, який лишився грошовою одиницею утвореної у 1975 році окремої колонії Острови Гілберта та проголошеної у 1979 році Республіки Кірибаті.
У 1979 році почався випуск власних монет. Перший випуск складався з бронзових монет у 1 та 2 центи, мідно-нікелевых монет у 5, 10, 20, 50 центів і 1 долар та срібної монети у 5 доларів. Пізніше розпочато випуск монет інших номіналів: 2, 10, 20, 50, 100, 150, 200, 500 доларів. Монети у 2 і 5 доларів випускали мідно-нікелеві та срібні, монети номіналом у 10 доларів і вище — тільки з дорогоцінных металів.